# Muntstraat (Leuven)
De Muntstraat (Frans: Rue de la monnaie) is een straat in de Belgische stad Leuven. Ze situeert zich in de historische binnenstad, ze verbindt de Tiensestraat met de Naamsestraat en ligt naast het Jan Cobbaertplein. De Boekhandelstraat verbindt de Muntstraat met de Grote Markt, de 's Meiersstraat verbindt de Muntstraat met het Hogeschoolplein, de poort onder het College van Luik naar het Jozef Vounckplein biedt een doorgang naar de Eikstraat. De Muntstraat wordt soms beschouwd als de culinaire hoofdstraat van de stad met tal van restaurants en cafés, de Leuvense variant van de Rue des Bouchers in Brussel.

## Geschiedenis
De Muntstraat kreeg haar naam in 1306, toen het vorstelijke muntatelier werd overgebracht vanuit de 's Meiersstraat (van dan af de Oude-Muntstraat). Het muntatelier was er gevestigd tot 1380.

### Historische gebouwen
Van 1428 tot 1797 was de Pedagogie Het Varken in de Muntstraat gevestigd.
Later werd er in 1605 het College van Luik opgericht.
In 1662 werd voor het eerst het Herenhuis De Herckenrode vermeld, genoemd naar Gerardus De Herckenrode; deze maakte deel uit van de gelijknamige Leuvense patriciërsfamilie. De familie Herckenrode stamt af van een van de zogenaamde Zeven Geslachten van Leuven, namelijk het geslacht Van Der Calsteren.

Sinds 1912 is in de Muntstraat de Volksbank terug te vinden, het 'Helleputtegebouw' genoemd naar professor Joris Helleputte. Het werd in 1912 ontworpen door Frans Jr. Vermeylen en Joseph Françoise Piscador. Door middel van een gang stond het gebouw sinds 1925 in verbinding met voormalige Hotel D’Eynatten in de Eikstraat. Tijdens het interbellum was de Volksbank eigendom van de Algemene Bankvereniging en Kredietbank. Sinds 1938 is een vleugel van het Leuvense stadhuis te vinden op de hoek van de Muntstraat. In 1948, kwam er een uitbreiding van de Volksbank, namelijk het Huis Der Vlaamse Leergangen, opgetrokken op de hoek van de Muntstraat en de Boekhandelstraat.

### Architectuur
De Muntstraat heeft een homogeen straatbeeld met een bebouwing die teruggaat tot de 17e en 18e eeuw. Daarna werden een aantal oude kernen aangepast. Er zijn 19e-eeuwse panden met neoclassicistisch uitzicht en eclectische wederopbouwarchitectuur in het eerste en laatste straatgedeelte. Er werd weinig gewijzigd aan de rooilijnen van het historische, licht gebogen straatpatroon; deze kleine wijzigingen waren het gevolg van de wederopbouw van de stadskern in de 20e eeuw na de beide wereldoorlogen en de tragische brand in 1914.

### Oorlogsjaren
De Duitsers zetten het stadscentrum in lichterlaaie bij de brandstichting in mei 1914. De huizen met nummer 9 tot en met nummer 19 bleven gespaard; het overige deel van de Muntstraat werd volledig verwoest met de rest van het centrum. Zo ook het huis genaamd "De Gulden Lamp"; diens overgebleven gevel werd verplaatst en herbruikt in de Thiéryvleugel van het Sint-Geertruiklooster.
Na de Tweede Wereldoorlog worden er verscheidene handels- en horecazaken opgericht, met hier en daar enkele ‘huizen van plezier’. Het is aan het begin van de jaren ’80 dat er meer restaurants hun weg vinden naar de Muntstraat. Deze wordt in 1982 heringericht als verkeersvrije zone.

### Wijkcomité
In de jaren '80 ontstond het wijkcomité MUSBO, waarin handelszaken zich groeperen. De naam MUSBO was een samenvoeging van de beginletters van de Munt-, 's Meiers- en de Boekhandelsstraat. Vandaag staat het comité gekend als het 'Muntstraat Comité'.

## Cultuur

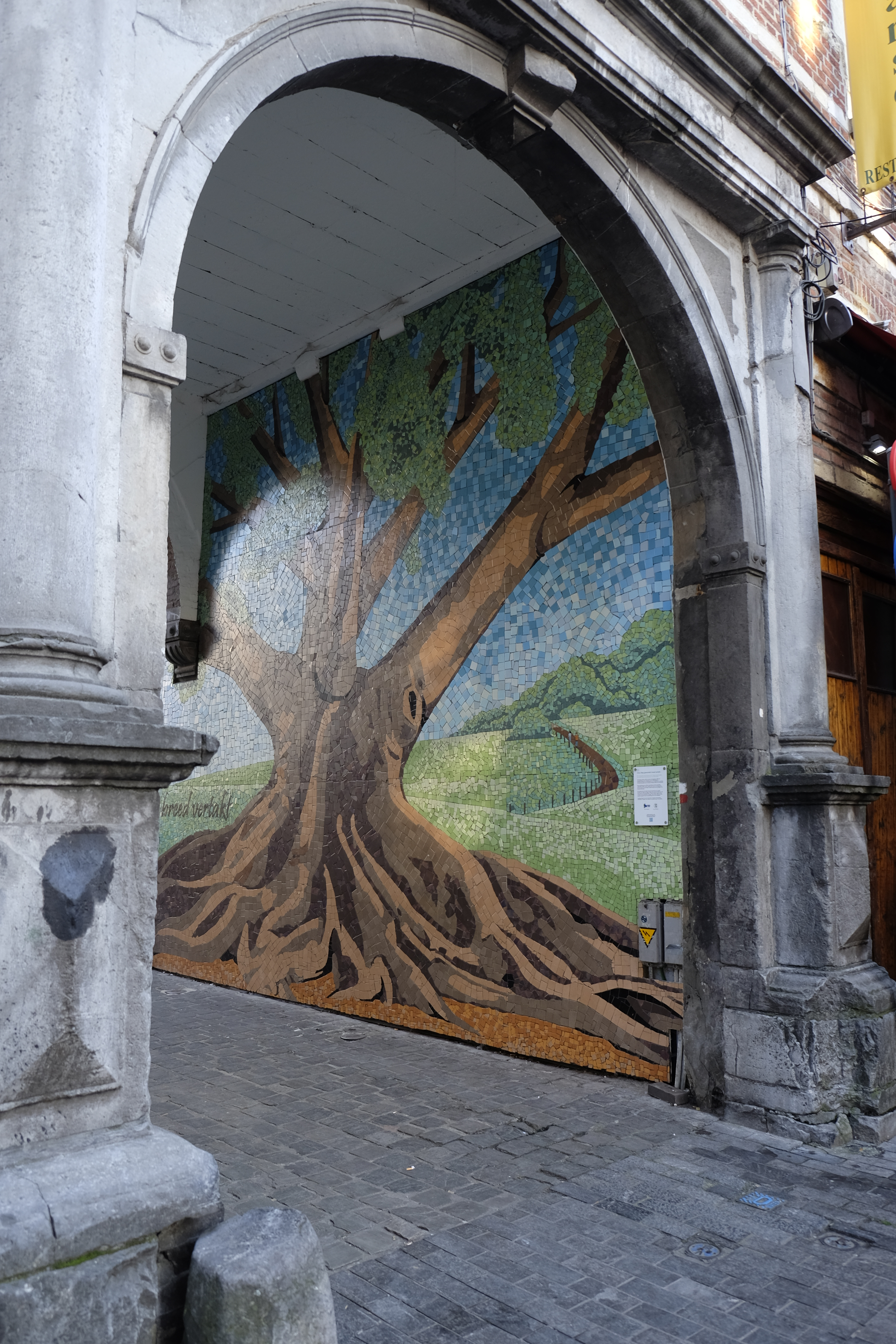
Mozaïek 'Diep geworteld, breed vertakt' aan het Jozef Vounckplein

### Gastronomie
Elke zomer neemt de Muntstraat deel aan het gastronomisch parcours 'Hapje Tapje', het oudste culinaire festival van België, waar restaurants hun kraampjes opzetten en een 'hapje' of 'drankje' als proevertje aanbieden. Dit evenement valt in het zomerse activiteitenprogramma 'Het Groot Verlof'.

### Kunst
Vanuit de Muntstraat heeft men door de oude toegangspoort van het College van Luik zicht op een mozaïek ‘Diep geworteld, breed vertakt’ door Hondurese kunstenaar Jose Osorio. Dit werd in 2017 geschonken door Cera cvba aan de stad Leuven, naar aanleiding van de 125ste verjaardag van Cera en de 25ste verjaardag van de coöperatie BRS.
In samenwerking met het wijkcomité van de Muntstraat kon men in de gelijknamige straat in 2015 de grootste chocoladen munt ter wereld bewonderen.
Het was een 1 euro-muntstuk, een creatie van Andrew Farrugia uit Malta en Leuvense chocolatier Patrick Aubrion, met een doorsnede van 2,5 meter en dikte van 22 cm.
In totaal woog het maar liefst 1 ton, waarmee een vorig record in Venezuela verbroken werd. Het nieuwe record kreeg dan ook een plaats in het Guinness Book of Records.

### Volksverhaal
Volgens de Leuvense legende werkte 'Fiere Margriet' (Margaretha van Leuven) in de herberg van haar oom, gelegen in de Muntstraat.
Een standbeeld van Fiere Margriet heeft van 1982 tot 2012 op de hoek van de Tiensestraat en de Muntstraat gestaan. Het werd in 2012 wegens de heraanleg van de Tiensestraat verplaatst naar de Dijleterrassen.

## Openbare- en bouwkundige werken

### Restauratie, afbraak en nieuwbouw
Cera cvba kocht de drie historische gebouwen 'Hotel d’Eynatten', de 'Volksbank' en het 'Huis Der Vlaamse Leergangen'. 'Hotel d’Eynatte' en de 'Volksbank' werden gerestaureerd. Het gebouw het 'Huis Der Vlaamse Leergangen' maakte plaats voor een nieuwbouw waar sinds 2018 de hoofdzetel van Cera gevestigd is.

### Overkapping
Al 40 jaar ligt het idee op tafel om de Muntstraat te overkappen. Dit idee dook ook opnieuw op in 2006 naar aanleiding van de gemeenteraadsverkiezingen. Het zijn vooral de handelaars zelf die erop aandringen. Een studie in 2010 toonde dat dit financieel en technisch haalbaar is.

### Openbare werken
In november 2008 werd de Muntstraat opgewaardeerd door het aanleggen van nieuwe rioleringen en het vervangen van de straatstenen. Deze waren in slechte staat vanwege verzakkingen.